# Maria Matray

Maria Matray um 1929 auf einer Fotografie von Alexander Binder

Maria Matray, auch Maria Solveg und Maria Solveg-Matray, gebürtig Maria Charlotte Stern (* 14. Juli 1907 in Niederschönhausen; † 30. Oktober 1993 in München), war eine deutsche Schauspielerin, Choreografin und Autorin.

## Leben
Maria Matray war die jüngste von vier Töchtern des Oberingenieurs und späteren Direktors bei der AEG Georg Stern und seiner Ehefrau Bertha Lisbeth geb. Schmidt. Deren Schwester Käthe Kollwitz war ihre Tante. Zwei ihrer Schwestern (Johanna (1896–1988) und Regula (* 1894)) wurden Schauspielerinnen; Katharina (* 1897), die dritte Schwester, wurde Tänzerin und Schauspielerin (Künstlername Katta Sterna).
Matray nahm Ballettunterricht und verließ 1921 die Realschule, um sich ganz einer künstlerischen Karriere zu widmen. Als Maria Solveg ging sie unter Leitung des Regisseurs Ernst Matray als Tänzerin auf Tournee und gastierte u. a. im Londoner Palladium. Nach und nach erhielt sie auch Sprechrollen wie als Titania in Ein Sommernachtstraum bei einer Aufführung in Salzburg 1927. Im selben Jahr heiratete sie Ernst Matray und ging mit ihm auf eine Amerikatournee. Danach trat sie vor allem an Berliner Bühnen auf. Sie erhielt auch mehrere Filmrollen und verkörperte den in den 1920er Jahren beliebten Typ des keck-puppenhaften Mädchens.
Nach der Machtergreifung der Nationalsozialisten folgte sie ihrem Ehemann in die Emigration. Über Frankreich und England gelangten sie 1934 in die USA. Maria Matray tanzte bei Revue-Tourneen und arbeitete zugleich als Regie- und Produktionsassistentin für Max Reinhardt. Zusammen mit ihrem Mann war sie ungenannt bei zahlreichen Filmproduktionen für die Choreographie bei Tanzeinlagen verantwortlich. Des Weiteren schrieb sie Entwürfe für Drehbücher und veröffentlichte 1946 zusammen mit dem Co-Autor Arnold Philips ihren ersten Roman Murder in the Music Hall, der auch verfilmt wurde.
1953 kehrte das Ehepaar Matray nach Deutschland zurück. Sie bearbeitete George Dandin von Molière und Pariser Leben von Jacques Offenbach, welche Ernst Matray 1954 am Deutschen Schauspielhaus in Hamburg zur Aufführung brachte. In den folgenden Jahren schrieb Maria Matray zahlreiche Drehbücher für den Film und dann vor allem für das Fernsehen. Dabei arbeitete sie meist mit Answald Krüger zusammen. Auch mehrere Theaterstücke und Romane verfassten sie gemeinsam.
Maria Matray, die seit 1953 amerikanische Staatsbürgerin war, erlangte 1960 die deutsche Staatsbürgerschaft und ließ sich in München nieder. 1962 wurde die Ehe mit Ernst Matray geschieden. Zusammen mit Answald Krüger lieferte sie dem ZDF in den folgenden Jahren die Bücher zu Fernsehfilmen (Hotel Royal) und Dokumentarspielen (Der schwarze Freitag). In den 70er-Jahren widmeten sie sich der Erfindung und Entwicklung der NDR-Krimiserie Sonderdezernat K1. Hier war Matray an mindestens zwölf Drehbüchern beteiligt. Nach Krügers Tod 1977 schrieb sie weniger als in den zwei vergangenen Jahrzehnten, darunter 1978 eine Folge der Serie Der Alte, später auch Unterhaltungsfilme.
Matray wurde auf dem Waldfriedhof in München, Gräberfeld 421, anonym bestattet. Ihr schriftlicher Nachlass befindet sich im Archiv der Akademie der Künste in Berlin.

## Bücher
- 1946: Murder in the Music Hall (mit Arnold Philips)
- 1970: Der Tod der Kaiserin Elisabeth oder die Tat des Anarchisten Lucheni (Mit Answald Krüger; Neuauflagen 1977 und 1991 unter dem Titel Das Attentat)
- 1973: Die Liaison. Der Roman einer europäischen Tragödie (mit Answald Krüger; Neuauflage 1976)
- 1977: Die Liebenden. George Sand und Frédéric Chopin. Roman (mit Answald Krüger; Neuauflagen 1980 und 1991)
- 1986: Dreyfus, ein franz. Trauma
- 1993: Ein Spiel mit der Liebe. George Sand und Alfred de Musset
- 1994: Die jüngste von vier Schwestern. Mein Tanz durch das Jahrhundert

## Theaterstücke
- 1959: Farben und Lacke (mit Answald Krüger)
- 1961: Die Abendgesellschaft (mit Answald Krüger)
- 1963: Der Akrobat (mit Answald Krüger)

## Filmografie

### Darstellerin
- 1924: Die wunderlichen Geschichten des Theodor Huber
- 1926: Das Blumenwunder
- 1926: Das Geheimnis von St. Pauli
- 1926: Sünde am Weibe
- 1927: Der Meister von Nürnberg
- 1927: Die Lindenwirtin am Rhein
- 1929: Die Ehe
- 1929: Vererbte Triebe
- 1930: Ich glaub nie mehr an eine Frau
- 1930: Zapfenstreich am Rhein
- 1930: Der Sohn der weißen Berge
- 1930: Stürmisch die Nacht
- 1931: Der Weg nach Rio
- 1931: Elisabeth von Österreich
- 1931: Der Hochtourist
- 1931: Lügen auf Rügen
- 1932: Der Geheimagent
- 1932: Der Hexer
- 1932: Ein Mann mit Herz

### Drehbuch oder Co-Drehbuch
- 1954: Der König mit dem Regenschirm (TV)
- 1955: Abschiedsvorstellung (TV)
- 1956: Mein Vater, der Schauspieler
- 1957: Wie ein Sturmwind
- 1958: ...und abends in die Scala
- 1958: Frau im besten Mannesalter
- 1959: Die schöne Lügnerin
- 1959: Die Nacht vor der Premiere
- 1960: Waldhausstraße 20 (TV)
- 1962: Die glücklichen Jahre der Thorwalds
- 1963: Die Fotokopie (Serie Das Kriminalmuseum)
- 1963: Der Fall Krantz (TV)
- 1964: Der Prozeß Carl von O. (TV)
- 1964: Ein langer Tag (TV)
- Die fünfte Kolonne (TV-Serie)
  - 1964: Schattenspiel
  - 1964: Der Gast
  - 1965: Zwielicht
- 1965: Der Fall Harry Domela (TV)
- 1965: Klaus Fuchs – Geschichte eines Atomverrats (TV, 2 Teile)
- 1965: Bernhard Lichtenberg (TV)
- 1965: Der Mann, der sich Abel nannte (TV)
- 1966: Der schwarze Freitag
- 1966: Das Millionending (TV, 2 Teile)
- 1968: Affäre Dreyfus (TV, 3 Teile)
- 1968: Der Senator (TV)
- 1969: Hotel Royal (TV)
- 1970: Maximilian von Mexiko (TV, 2 Teile)
- 1971: Der Hitler/Ludendorff-Prozeß (TV)
- 1972: Manolescu (TV)
- 1972: Agent aus der Retorte (TV)
- 1972–1975: Sonderdezernat K 1 (12 Folgen)
- 1975: Wie starb Dag Hammarskjöld? (TV)
- 1978: Der Alte: Der schöne Alex (TV)
- 1981: Auf Schusters Rappen (TV)
- 1983: Ein Winter auf Mallorca (TV)
- 1985: Im Schatten von gestern (TV)
- 1986: Wie das Leben so spielt – C’est la vie (TV)
- 1986: Gauner im Paradies (TV)

### Choreographie
- 1947: Die Privataffären des Bel Ami

## Auszeichnungen und Ehrungen
- 1964: DAG-Fernsehpreis für Der Prozeß Carl von O.
- 1965: DAG-Fernsehpreis (2. Preis) für Der Fall Harry Domela
- 1966: Silberne Taube des IX. Internationalen katholischen Fernsehwettbewerbs für Bernhard Lichtenberg
- 1968: DAG-Fernsehpreis in Silber für Der Senator
- 1971: DAG-Fernsehpreis in Silber für Der Hitler/Ludendorff-Prozeß
- Im Juli 2006 wurde eine Straße in Berlin-Karlshorst im neuen Wohngebiet Carlsgarten nach Maria Matray benannt.[3]